# Maurici Serrahima i Palà
Maurici Serrahima i Palà   (Manresa, 4 d'abril de 1834 - Barcelona, 4 de febrer de 1904) fou un advocat català.

## Biografia
Fill de Domènec Serrahima i Maria Palà, d'una modesta família obrera, mostrà un gran interès per la pintura en la seva infància. No podent-ne rebre classes en condicions adients a la seva ciutat natal, va aprendre a fer de barber. Al mateix temps, estudiava humanitats i llatí amb un frare exclaustrat. Traslladat a Barcelona, entrà com a escrivent en el bufet d'un notable advocat i començà els estudis de segona ensenyança, emprenent, per fi, la carrera d'advocat. Al mateix temps, mantingué el seu interès per la pintura, per la qual sempre en sentí una gran passió, formant-se amb Nolasc Vives i Cebrià.
El 1859 es llicencià en dret civil i canònic, i el 1860, en dret administratiu. Tres anys després obtingué el càrrec de Secretari de la Secció de Comerç de la Junta d'Agricultura, Indústria i Comerç. I, tot seguit, la de la Junta d'Obres del Port, en crear-se aquesta. L'organització d'aquesta junta se li degué en gran part. Mentre, el seu bufet es va convertir en un dels més acreditats de la capital del principat. Durant la Revolució de 1868, l'Ajuntament de Barcelona el nomenà el seu assessor.
Es destacà per la seva claredat d'exposició. La seva reputació com a advocat culminà amb la intervenció en el cèlebre plet del Marqués d'Ayerbe, que li proporcionà un gran triomf davant del Suprem. Alguns dels seus dictàmens s'han publicat a la Biblioteca Jurídica de Catalunya. Fou degà del Col·legi d'Advocats de Barcelona (1891-95). Formà part de la comissió redactora de l'apèndix de Dret Civil Català al Codi Civil espanyol. Fou, igualment, magistrat honorari de l'Audiència Territorial.
Contribuí a la fundació de la Sala Parés, al carrer de Petrixol, 5, en un edifici de la seva propietat.
Casat amb Adelaida Camín i López, germana de l'advocat Àlvar Maria Camín i López, va ser pare de Lluís Serrahima i Camín, també advocat, i avi de Joan Serrahima i Bofill, Maurici Serrahima i Bofill i Alfons Serrahima i Bofill.